# Liste des personnages de South Park
 (mai 2015).
- Si vous ne connaissez pas le sujet, laissez ce bandeau (vous pouvez alors contacter les auteurs).
- Si vous supprimez le contenu mis en cause (vous pouvez préalablement contacter les auteurs),

argumentez précisément cette suppression dans la page de discussion
(un manque de référence n'est pas un argument ; une recherche réelle de référence doit avoir été effectuée, être formellement documentée).

Cette page recense les personnages de la série télévisée américaine South Park. 
Matt Stone et Trey Parker doublent la plupart des personnages masculins de la série, alors que April Stewart et Mona Marshall doublent actuellement les personnages féminins, autrefois doublés par Mary Kay Bergman et Eliza Schneider. Les autres voix sont fournies par Adrien Beard (Tolkien Black), Vernon Chatman (Servietsky), Jennifer Howell (Bebe Stevens), et John Hansen (M. Esclave).

## Personnages principaux
Avant la sixième saison, les personnages principaux de la série étaient quatre écoliers de huit ans (souvent appelé « les enfants » lorsqu'ils sont ensemble). Puis, le groupe s'est agrandi à cinq membres : Cartman, Kyle, Stan, Kenny et Butters.

### Eric Cartman
Méchant principal de la série, Cartman est machiavélique, abusif, violent, antisémite, agressif, avide, sexiste, égocentrique, égoïste, grossier, raciste, extrêmement manipulateur et anti-hippie.
En un mot, Cartman est cynique, il analyse chaque situation dans le but de tirer un avantage personnel à court ou moyen terme. Il est l'antithèse de Kyle dans le sens où il fait primer l'intelligence sur la morale au risque de devenir totalement pervers. Eric a une faculté d'analyse et de persuasion forte mais il utilise son intelligence dans l'unique but d'arriver à ses fins et non en voulant faire avancer les choses. Il arrive dans la plupart des cas à mettre à exécution ses plans, pour le meilleur ou pour le pire. Son passe-temps favori est d'utiliser Butters et sa naïveté pour rigoler. 
Cartman se comporte généralement d'une manière complètement opposée ou au moins contraire à celle des autres garçons. Cartman insulte régulièrement Kyle parce qu'il est juif et trop lisse, Stan parce que c'est un « lâche », et Kenny parce qu'il est pauvre. Ses attitudes prétentieuses lui valent souvent d'être dédaigné par les autres garçons, qui se demandent continuellement pourquoi ils restent ses amis. Il démontre également des capacités hors du commun en tant qu'homme d'affaires et leader. Cartman sert aussi parfois de porte-parole pour certains commentaires extrêmes sur la société. Opportuniste, il est prêt à défendre n'importe quelle cause par intérêt personnel. Il est prêt à rejoindre des intégristes chrétiens pour percer dans la musique rock, à soutenir les "social justice warriors" pour échapper à leurs violences, et même à se convertir au judaïsme pour attendrir un monstre juif qu'il a imaginé lui-même. Il voue une haine extrêmement virulente à ceux qu'il considère comme « hippies » (un épisode est centré sur sa carrière d'exterminateur de hippies : Crève Hippie, crève !).
Une partie de son attitude peut être due au fait que sa mère, Liane Cartman, est hermaphrodite et généralement connue pour être une « folle du cul » ((en) « crack whore ») qui gâte Eric avec des cadeaux, de la nourriture et subvient à tous ses caprices.
Il est exprimé par Trey Parker.

### Kyle Broflovski
Kyle est l'intellectuel de la bande, inspiré par le producteur Matt Stone. En raison de sa religion juive, il est le souffre-douleur de Cartman, mais il est assez habile pour déjouer ses mauvais coups. À l'instar de Stan, Kyle a souvent une vision raisonnable sur l'attitude folle du monde des adultes. Kyle est souvent considéré comme le membre le plus moral du groupe, même s'il est loin d'être parfait.

### Stan Marsh
Stan est "l'homme de la rue", c'est-à-dire le seul personnage auquel le public peut tenter de s'identifier. Sa personnalité est donc peu marquée, il est moins fou que ses amis, mais il possède quand même quelques traits de caractère comiques, comme sa timidité maladive avec sa petite amie Wendy, ou sa poésie scattologique.
Conçu comme l'alter ego du cocréateur Trey Parker, Stan a un humour très pipi-caca, et tente souvent de résumer le message ou la morale de l'épisode, souvent sans succès. Il est le meilleur ami de Kyle et leur relation est le centre de nombreux épisodes.

### Kenny McCormick
Kenny vient d'une famille extrêmement pauvre et il est celui à qui les autres garçons demandent des renseignements lorsqu'ils rencontrent un terme sexuel qu'ils n'ont jamais entendu. Son discours est très difficilement compréhensible à cause de la capuche de son anorak qui lui recouvre perpétuellement le visage, bien que toutes ses répliques soient de vrais dialogues, compréhensibles par Stan, Kyle et Cartman ; cependant dans certains épisodes, les répliques de Kenny sont lisibles dans les sous-titres.
Durant les quatre premières saisons, Kenny sert de victime récurrente, il est tué dans pratiquement tous les épisodes d'une manière chaque fois différente, et réapparaît dans l'épisode suivant sans aucune explication ; il arrive cependant parfois à échapper à son cruel destin. À la fin de la saison 5, Kenny meurt et reste mort pendant plusieurs épisodes avant de revenir. Parker et Stone ont expliqué qu'ils l'ont fait parce qu'ils se sentaient enfermés dans une « boite créative » à devoir tuer Kenny dans chaque épisode.
Dans la sixième saison, il est remplacé par Butters puis par Tweek Tweak en tant que le « quatrième pote » de la bande. Toutefois, à cause de la popularité de Kenny, il réapparut en tant qu'âme emprisonnée dans le corps de Cartman, puis il est revenu définitivement dans la saison 7. Les morts de Kenny sont alors devenues plus rares qu'auparavant. Le gimmick le plus vieux de la série, existant depuis la première vidéo concept, commença avec Stan criant « Oh mon Dieu, ils ont tué Kenny! » ((en) « Oh my God, they killed Kenny! »), suivi par Kyle qui répond « Espèces d'enfoirés » (« You bastards! ») lorsque Kenny est tué. Ceci est parfois parodié en l'adaptant à d'autres personnages (comme dans Le Retour de Chef) avec quelques variations. 
Il est exprimé par Matt Stone. 

### Butters Stotch
Personnage principal dans les premières saisons, Leopold Butters Stotch, surnommé Butters remplace Kenny en tant que personnage principal durant la première partie de la saison 6. Il est ensuite remplacé par Tweek. Bien que Kenny réapparaisse à la septième saison, Butters reste prééminent.
Butters est un enfant maltraité, conditionné à croire qu'il est normal de laisser les autres lui faire du mal, ce dont Cartman profite en abondance pour le traiter comme un esclave. Il est donc nerveux, naïf, facilement manipulable, et réprimé - alors qu'il reste en même temps ironiquement optimiste, mélancolique et parfois perspicace. Il est souvent puni par ses parents sévères et dominateurs, et il est le souffre-douleur principal de la moyenne des gamins de l'école, en particulier Cartman. S'ajoutant à la nature tragique de son caractère, il est né un 11 septembre.
Lorsque Kenny semblait mort définitivement dans la saison 6, les garçons ont essayé de prendre Butters en tant que quatrième membre de la bande pour un moment, et lorsqu'ils ont décidé de le changer parce que, selon eux, cela ne « marcherait pas », Butters adopta un alter ego, le « Professeur Chaos », dont le costume est clairement inspiré par celui du Docteur Fatalis, et suivi par son bras droit appelé le « Général Désolation » (Dougie, un petit du CP). Butters fit plusieurs plans pour détruire le monde, mais sa gentillesse et son incompétence condamnent systématiquement ses efforts. Le personnage est inspiré du directeur de l'animation, Eric Stough.
Il est exprimé par Matt Stone.

## École

### Allie Nelson
Allie Nelson (dit : Allie) est une fille, elle est apparue dans La Liste, elle a fait plusieurs caméos mais n'a jamais parlé, elle a des cheveux châtains, une veste rose et une jupe grise. Elle est exprimée par April Stewart.

### Annie Knitts
Annie Knitts (alias Annie, anciennement Annie Faulk et Annie Nelson) est une des filles du CM1[réf. nécessaire]. Doublée par April Stewart, Elle a des cheveux blonds bouclés et courts et porte un haut marron et pantalons noirs. Elle connaît un grand rôle dans Kit vidéo pour stupide pute trop gâtée, où elle se rend avec Wendy Testaburger, Red et Bebe dans le magasin de Paris Hilton. On la voit d'habitude avec Wendy, Bebe, Heidi et Sally.
Annie est une fille silencieuse et assez naïve, mais elle a convaincu ses amies à quitter leurs copains dans Skank Hunt. Quand elle découvre que Heidi et Cartman sont copains dans Douche and a Danish, elle s’évanouit.
Étrangement, dans Chirurgie esthétique, elle a la même réaction que les garçons face à madame Ellen et à Wendy après qu'elle a été relookée par Barbara (ce qui pourrait indiquer qu'elle est lesbienne), tandis que dans Kit vidéo pour stupide pute trop gâtée, elle semble intéressée par les garçons. On peut en déduire qu'elle est peut-être bisexuelle.
Bien qu’elle n’a pas eu un rôle signifiant dans la série, elle a plusieurs des rôles parlants au début de la 20e saison.
Annie joue un grand rôle dans le jeu électronique South Park : Le Bâton de la vérité ; elle guide le joueur à la cachette des filles après l'avoir remercié de lutter avec succès contre les tyrans qui ont volé sa poupée Justin Bieber. À la fin du jeu, elle assiste Wendy dans la bataille finale chez Clyde.

### Bebe Stevens
Barbara Stevens, dit « Bebe » est la meilleure amie de Wendy Testaburger et l'aide à chaque fois qu'elle a un problème, comme récupérer Stan qui était tombé amoureux de la remplaçante Mlle Ellen dans l'épisode Chirurgie Esthétique. Ce fut la première à développer une poitrine, causant le chaos chez ses camarades mâles (Les seins de Bébé mettent en danger la société). Elle a des cheveux blonds et crépus et porte un haut rouge et pantalons verts. Elle croit qu'elle est la fille la plus populaire et la plus belle de l'école.
Elle a eu une « liaison » avec Kyle (qui n'était même pas au courant de ce qui se passait) dans La Garçonnière, mais changea d'avis et commença une autre « liaison » avec Clyde Donovan.
Dans l'épisode La Liste, elle révèle un caractère machiavélique en faussant une liste des plus beaux garçons de la classe pour avoir des chaussures. Elle menacera notamment Wendy, Stan et Kyle avec un pistolet, et tuera Kenny avec une balle perdue. Elle l'avait déjà tué volontairement dans Du bon usage du préservatif.
Elle est exprimée par Jennifer Howell.

### Bradley Biggle
Bradley est apparu pour la première fois dans CM1 mais il a sa première réplique dans Les seins de Bébé mettent en danger la société. Il est d'habitude un personnage de second plan. Son nom fut révélé dans Suivez cet œuf ! et sa partenaire était Esther lors du projet de science. On apprend dans l'épisode Coon vs. Coon & Friends qu'il a pour sœur Henrietta, la Gothique, mais qu'il est en fait un extra-terrestre doté de super-pouvoirs.

### Brad Dixon
Brad Dixon, ou Brimmy, est un autre élève de quatrième année. Il ressemble à Craig en apparence, mais son chapeau bleu n'a pas de pouffe et a une bande jaune à la place. Il est présent dans de nombreux épisodes en arrière-plan, mais son seul rôle parlant à ce jour était dans L'Annale du destin. Il est exprimé par Matt Stone.

### Clyde Donovan
Clyde Donovan (initialement appelé Clyde Goodman) est plus connu pour être le deuxième enfant le plus gros de South Park (L'Inqualifiable Crime de haine de Cartman) bien que cela ne repose visiblement sur rien. Il est resté présent pendant les neuf saisons, bien que récemment il ait obtenu un rôle plus important, faisant partie du groupe de Craig. Il a dit une fois à des écologistes que son père était, comme Randy Marsh, géologue bien que Mr. Donovan n'ait été vu en présence de Clyde que dans Les enlèvements d'enfants, c'est pas marrant avec sa femme. Le couple apparaît aussi dans Le Club des athées dans Les cathos, c'est chaud, ce qui laisse supposer que la famille de Clyde est catholique comme la plupart des habitants de la ville. On le voit aussi lors des réunions des parents de South Park par exemple quand ils discutent du livre du mois entre eux (Du bon usage du préservatif). Sa mère supposée y est alors appelée Martha. Clyde semble avoir de nombreux problèmes de santé ; en effet, il n'a qu'un seul testicule (Course à l'audience) et il a subi une colostomie à l'âge de 5 ans (Le Mystère du caca dans l'urinoir). Dans La Liste, il est devenu très sûr de lui en voyant qu'il était le plus mignon garçon de la classe. Auparavant, il y a eu des filles qui ont truqué la liste car le père de Clyde a travaillé dans un magasin des chaussures.
Il pourrait y avoir plusieurs Donovan à South Park, car dans Les handicapés vont-ils en enfer ?, le père Maxi est surpris dans un rapport sexuel avec une certaine madame Donovan qui ne ressemble pas à la mère de Clyde.
Il est exprimé par Trey Parker.

### Craig Tucker
Craig Tucker a été très peu présent au début de la série, à l'exception de l'épisode Tweek contre Craig où il ne cesse de faire des doigts d'honneur à tout le monde, sans aucune raison, à l'instar de sa famille. Ce toc lui vaut d'être appelé chez le conseiller d'éducation M. Mackey très souvent. Cependant, il est apparu plus souvent lors des dernières saisons et a même créé son propre groupe composé de Clyde Donovan, Token et Tweek. Il se mettra en couple avec Tweek à la fin de l'épisode Tweek et Craig. Dans la saison 11, il a bénéficié d'un bon nombre d'apparitions qui le mettaient en valeur, notamment Le Petit Tourette ou La Liste. À chaque fois qu'on voit quelqu'un dans le bureau de M. Mackey, Craig attend pour y aller après.
Dans la saison 12, il se voit consacrer dans le double-épisode Pandemic comme parfaitement lucide sur les quatre protagonistes de la série, arguant avec eux au sujet de leurs actes. Les enfants vont lui emprunter cent dollars pour former un groupe de musique péruvienne, mais ils vont se faire rafler par des militaires. Il s’avérera par la suite que les parents de Stan et ceux de Kyle pensent que Craig « a une mauvaise influence sur leurs garçons », et le soupçonneraient de trafiquer de la drogue (bien que cette partie de la conversation soit légèrement couverte). À la fin de la première partie, le secrétaire à la défense américaine le craindrait car il serait le seul à pouvoir résoudre l'invasion de cochons d'Inde qui a frappé la planète...
Son rôle dans Pandemic été repris deux épisodes après, dans Elementary School Musical ou lorsque Jimmy demande à Kyle, Stan, Kenny et Cartman « Vous étiez où pour avoir loupé ça ? » Craig répond « Au Pérou » avec un air un peu désabusé.
Craig porte un haut bleu et une casquette chullo bleue avec une pouffe jaune et pantalons noirs. Il est aussi le garçon plus grand dans l'école.
Il est exprimé par Matt Stone.

### David Rodriguez
Fils des restaurateurs mexicains (originaires de l'Idaho), David apparaît dans l'épisode On accepte pas les critiques, où il entre en conflit avec Cartman. David est également ami avec Kyle, Stan, Kenny et les autres garçons et est souvent vu avec leur bande dans les épisodes suivants. Il se fait accidentellement tirer dessus par l'officier Barbrady dans l'épisode Les Méchants ninjas, mais survit à sa blessure. 

### DogPoo Petuski
DogPoo est un élève assis au premier rang[réf. nécessaire]. Il a les cheveux sales, les vêtements tachés et une marque sur la joue qui peut être une croûte ou une trace de saleté (semblable à Pig Pen des Peanuts). Dog Poo n'avait pas de nom jusqu'à l'épisode Professeur Chaos, où il était des garçons que Stan, Kyle et Cartman avaient retenus pour être le quatrième meilleur pote en remplacement de Kenny. Dog Poo se plaint de n'être qu'un personnage d'arrière plan mais n'a pas survécu à la première élimination. Il n'a eu aucune réplique ou action depuis. Il est toujours présent mais ne fait rien de spécial.

### Eric Cartman
Eric Cartman, doublé par Trey Parker (en français Christophe Lemoine), est l'un des quatre personnages principaux et probablement le plus connu et le plus reconnaissable personnage de la série. Cartman est abusif, antisémite, violent, agressif, avide, corrompu, sexiste, fanatique, égocentrique, grossier, raciste et jeune sociopathe extrêmement manipulateur et aime tourmenter Kyle coupable à ses yeux d'être juif.

### Esther
Esther (appelée Mélanie à l'origine) est une fille de la bande de Wendy. Elle a les cheveux noirs et un haut similaire à celui de Kevin, mais avec le col rose. Elle n'a eu que quelques répliques et jamais de rôle très important. Elle parle pour la première fois dans Les seins de Bébé mettent en danger la société, lorsque, en compagnie de Wendy, Red et Millie, elle se moque de Bebe.

### Heidi Turner
Heidi Turner (à l'origine appelée Marcie) est l'une des filles de la bande de Wendy. Elle était à l'origine qu'un personnage de second plan. Elle eut sa première réplique dans Probablement !, deuxième partie du diptyque Les handicapés vont-ils en enfer ?/Probablement !. Lorsque Cartman ouvre son église et que ses parents essayent de faire revenir leurs enfants, le père de Heidi refuse de laisser en faire partie mais quand elle dit qu'elle ne veut pas aller en enfer, un morceau du toit de l'église de Cartman s'écrase sur le père. Malgré la mort de celui-ci, Heidi a un autre père dans Marjorine (mais cela ressemble plus à une erreur de continuité). Elle organise une soirée pyjama dans Marjorine et devient une stupide pute dans Kit vidéo pour stupide pute trop gâtée. 
Au cours de la 20e saison, elle prend un rôle plus important et forme un couple avec Eric Cartman. Eric profite de sa gentillesse et la manipule. Il lui fait régulièrement du chantage affectif (allant jusqu'à menacer de se suicider après une rupture dans l'épisode Raccrochez). Heidi finit par ressembler physiquement et psychologiquement à son petit ami dans la saison 21. 
Le couple se sépare à la fin de cette même saison et Heidi retrouve son apparence normale dans la saison suivante.
Elle est exprimée par Jessica Makinson.

### Jason White
Jason White est un personnage de second plan, apparu pour la première fois dans Cartman a une sonde anale en train de manger et dans Professeur Chaos en tant que candidat pour remplacer Kenny dans le groupe (il est éliminé au deuxième tour). Il fait aussi partie de l'opération pour récupérer un papier à prédictions dans Marjorine.
Jason a été nommé d'après un ami de Matt Stone et de Trey Parker nommé Jason Lynch qu'ils ont rencontré à Greeley (Colorado) ; auparavant il est basé sur l'acteur également ami des auteurs ami Jason McHugh[réf. souhaitée]. Son surnom et le reste de sa famille (ses parents et sa sœur) sont révélés dans l'épisode Tomates écrabouillées.
Dans l'épisode Fin de saison de la saison 23, Jason meurt écrasé par une voiture de police alors qu'il jouait au football. Il est exprimé par Trey Parker.

### Jimmy Valmer
James Valmer, dit « Jimmy » (initialement appelé Jimmy Swanson) est handicapé : il utilise des béquilles pour marcher et bégaie (ce bégaiement fera l'objet d'un gag dans l'épisode La Chute du traîneau rouge où Jimmy passe tout l'épisode à chanter une chanson).
Il aime faire du stand-up et il est très réputé à South Park dans ce domaine. Il finit toutes ses blagues par « Oh, quel public génial ! » Dans l'épisode Combat d'infirmes, Timmy et lui s'engagent dans un combat au corps à corps, presque à l'identique au film Invasion Los Angeles. Cependant, plus tard, ils deviennent très bons amis et font de nombreuses choses ensemble comme jouer au Seigneur des anneaux, s'opposer à Christopher Reeve (Les Gangs de Denver) et concourir aux Jeux paralympiques (Les Stéroïdes, ça déchire). Il est le héros de l'épisode Le Jour des érections, où il a des problèmes d'érection et essaye de faire l'amour avec une prostituée. Il est sûrement une référence à Jimmy Fallon.
Il est exprimé par Trey Parker.

### Kenny McCormick
Kenneth James McCormick, dit « Kenny », doublé par Matt Stone, est l'un des quatre personnages principaux de la série. Il est connu pour porter un anorak orange qui nous empêche de le comprendre et pour s'être fait tuer dans tous les épisodes des cinq premières saisons de la série, avec quelques exceptions. D'après ce que disent les créateurs et les autres garçons, Kenny est très porté sur le sexe. En effet, quand les garçons entendent un mot qu'ils ne comprennent pas, ils demandent sa signification à Kenny, qui leur en donne souvent une définition à caractère sexuel.
Il est exprimé par Matt Stone.

### Kevin Stoley
Kevin (initialement appelé « Casey ») est comparable à DogPoo au niveau de sa récurrence et sa conversation. Il a extrêmement peu de répliques. Son seul « rôle notable » se situe dans Le Fœtus siamo-maxillaire où il est révélé qu'il est sino-américain (Chinois) et sa conversation avec Stan, Kyle et Cartman sert à introduire la morale de Chef, et il est aussi celui qui explique aux chinois comment énerver Pip.
Dans Marjorine, il compare le plan de Cartman au film "Juwanna Mann". Dans Les seins de Bébé mettent en danger la société, il est un de ceux qu'on voit le plus se battre pour Bébé et il a quelques répliques. Dans Le Retour de la communauté de l'anneau des deux tours, il apparaît en costume de Stormtrooper comme dans La Guerre des Étoiles.
Dans Barbobèse il fait partie de l'équipage de pirate d'Eric Cartman, pour aller en Somalie, il est par ailleurs armé d'un sabre laser, ce qui agace particulièrement Cartman, mais effraie, l'équipage d'un bateau français.
Ce sont là ses quatre seules répliques. On n'a jamais vu ses parents mais dans Mon futur moi et moi, un couple va à Motivation Corp pour voir l'acteur qui joue leur fils, et ce dernier s'appelle Kevin. L'acteur est habillé exactement comme Kevin. On pense aussi apercevoir sa mère dans une scène de Servietsky.

### Kyle Broflovski
Kyle Matthew Broflovski est l'un des quatre enfants principaux de la série et tend à être le garçon le plus logique, rationnel et raisonnable des quatre. Il s'abstient souvent de certaines modes comme dans Chinpokomon et South Park est gay. Il est également le souffre-douleur de Cartman car il est juif. Kyle est également un diurnambule (rouquin sans tache de rousseur et qui n'a pas la peau blanche, d'après Cartman dans Les Rouquins).

### Butters Stotch
Leopold James Stotch, dit « Butters », doublé par Matt Stone, est l'un des personnages principaux de la série. À l'origine appelé « Poof Poof » et « Swanson », son surnom est un jeu de mots sur butterscotch (une sorte de toffee). Le personnage est vaguement inspiré du directeur de l'animation de la série Eric Stough, que les créateurs trouvent « naïf » parce qu'il a toujours peur d'offenser. Butters est le personnage le plus candide, le plus doux, le plus innocent, le plus crédule et le plus naïf de South Park. D'ailleurs, il ne dit jamais de gros mots (ou très rarement). Lorsqu'il ne se fait pas punir par ses parents, il est rejeté par les quatre garçons et est l'un des souffre-douleurs de Cartman. Butters et un garçon avec une touffe des cheveux blonds.
Il est exprimé par Matt Stone.

### Lola
Lola est une fille aux cheveux bruns et coiffée d'un serre-tête. On la voit pour la première fois dans Suivez cet œuf !, elle y est la partenaire de Token pour le projet pédagogique de Mme Garrison. Elle a un rôle important dans l'épisode La Liste, où l'on apprend qu'elle est la vice-présidente du comité de préparation des listes. Elle est l'une des conspiratrices qui a truqué la liste classant les garçons du plus mignon au plus laid.
Elle est exprimée par April Stewart.

### Millie Larsen
Millie Larsen (dite Millie), est une fille aux cheveux roux, est une amie de Wendy et de Bebe. Elle parle pour la première fois dans Les seins de Bébé mettent en danger la société. Dans Le Jour des érections, elle est appelée « Jessie »[réf. nécessaire].
Elle est exprimée par April Stewart.

### Nichole Daniels
Nichole est une jeune fille noire qui apparaît dans l'épisode L'Amour selon Cartman (dans la saison 16). Elle rejoint l'équipe de pom-pom girls et sort avec Token Black à la suite des manigances de Cartman, qui estime que deux noirs doivent sortir ensemble. Malgré tout, Nichole continue à sortir avec Token, ne se souciant pas du regard des autres. Elle rompt avec lui dans l'épisode Chasse aux garces, mais accepte de redonner une chance à leur histoire dans l'épisode Enfants morts. Kyle a un faible pour elle dans l'épisode L'Amour selon Cartman.
Elle est exprimée par Kimberly Brooks.

### Philip Pirrup
Philip Pirrup, « Pip », est un enfant anglais orphelin extrêmement impopulaire auprès de ses camarades à cause de ses ancêtres étrangers et parce qu'il est peureux. Les autres garçons pensent qu'il est français, alors ils le détestent. Dans la version originale, Pip a un accent britannique distingué, le mettant plus en rapport avec des origines bourgeoises anglaises. Ces origines sont affirmées notamment dans l'épisode Deux hommes nus dans un jacuzzi (Two Guys Naked in a Hot Tub) où il parvient à tirer une ventouse débouche-évier au moyen d'un arc ; il affirme alors avoir déjà gagné un concours d'archerie. 
Son personnage est basé sur Pip dans Les Grandes Espérances de Charles Dickens, un livre que les créateurs de la série détestent ; l'explication que donne Dickens pour le surnom de Pip est le même que celle que donne Pip de South Park. Il est très doux et très gentil, ce qui fait de lui un ami, mais personne ne le respecte. Dans l'épisode Damien, il est trahi par son ami qui le réduit en poussière.
Dans l'épisode qui lui est consacré, on apprend que Pip est inspiré du personnage principal des Grandes Espérances de Charles Dickens. Il a en effet le même caractère sympathique et affable, bien que cela soit totalement décalé avec l'ambiance de South Park. Par exemple, il n'est pas rare de le voir répondre amicalement aux insultes qu'on lui lance. L'équipe de balle au prisonnier de l'école lui doit également la victoire à la finale de la coupe du monde, dans l'épisode Le Fœtus siamo-maxillaire.
La seule manière de le mettre en colère est de le traiter de « Français ». L'occurrence n'est arrivée que deux fois : à la première d'entre elles, il a volontairement frappé Kyle avec un ballon, assez fort pour lui casser le nez (bien que cette conséquence n'ait pas été volontaire) ; à la seconde, il a assommé toute l'équipe nationale de balle aux prisonniers chinoise.
Il meurt dans l'épisode 201 (le sixième de la quatorzième saison), écrasé par Barbra Streisand. Dans le jeu électronique South Park : Le Bâton de la vérité, il a eu une petite réapparition dans une photo dans le "Hall of Honor" avec plusieurs autres personnages morts.
Il est exprimé par Matt Stone.

### Red McArthur
Red McArthur est une petite fille rousse qui peut être vue dans le fond de la classe. L'épisode Les armes, c'est rigolo laisse penser qu'elle est la fille du personnage secondaire Skeeter mais rien d'autre ne confirme un quelconque lien de parenté des deux personnages à l'avenir. Dans Marjorine, elle se trouve avec les autres filles de sa classe à la soirée de Heidi. Elle est souvent confondue avec Sally (alias Powder). En effet, elle a la même apparence mais n'a pas de barrette en forme de papillon dans les cheveux. Red porte une veste et un pantalon bleu marine ; sa veste a un petit col rose. Ses sous-vêtements varient selon les épisodes, elle porte généralement des culottes unicolores roses ou blanche ou bien à rayures. Elle est copine de Kevin Stoley.
Dans le dernier épisode de la saison 11 (La Liste), elle est appelée Rebecca. Dans l’épisode spécial au cours de la pandémie de Covid-19 aux États-Unis, son nom de famille s’est révélée comme McArthur et sa mère s’appelle Moira.
Elle est anciennement exprimée par Mary Kay Bergman, Eliza J. Schneider, April Stewart et actuellement Mona Marshall.

### Sally Turner
Sally Turner est apparue pour la première fois dans Tropicale schtropicale faisant partie de la chorale Les enfants rendent gai mais on la revoit dans la classe depuis. Elle ressemble beaucoup à une autre fille de la classe, Red. Dans Marjorine, elle se trouve à la fête de Heidi. Dans les épisodes récents, comme Suivez cet œuf !, elle est appelée Powder. Dans Kit vidéo pour stupide pute trop gâtée elle devient une stupide pute trop gâtée et est intéressée par les garçons, cependant, elle peut être vue dans le fond du restaurant Raisins dans l'épisode Raisins, ce qui pourrait vouloir dire qu'elle est bisexuelle.

### Scott Malkinson
Scott Malkinson est un enfant qui est régulièrement la cible de moqueries, notamment à cause de son diabéte et du fait qu'il parle toujours en zozotant (ce qu'il semble tenir de ses parents). Il est reconnaissable à ses cheveux bruns, sa veste verte et son pantalon bleu clair. Il apparaît pour la première fois dans Elementary School Musical où il est ridiculisé par Cartman. Son nom de famille est similaire à celui de Brian Malkinson.
Après plusieurs caméos dans la série, il se retrouve au cœur de l'épisode Télévision par câble (dans la saison 23) où il rencontre Sophie, une nouvelle élève également diabétique, et en tombe amoureux. 
Il est exprimé par Matt Stone. 

### Sophie Gray
Jolie fillette rousse originaire d'Arizona et grande fan de la série The Mandalorian. Elle arrive à South Park dans la saison 23, dans l'épisode Télévision par câble. Diabétique, elle attire rapidement l'attention de Scott Malkinson, qui souffre également de cette maladie. Toutefois, ce dernier voit une sérieuse concurrence avec les autres garçons, également attirés par Sophie.

### Stan Marsh
Stanley Randall William Marsh, dit « Stan » est l'un des personnages principaux de la série. Doublé par le cocréateur de la série Trey Parker (Thierry Wermuth en français), Stan et Kyle Broflovski prennent souvent la place de « leader » des quatre personnages principaux. Stan est sans doute le personnage le plus normal des enfants, généralement honnête, très mature pour son âge et assez intelligent. Il est un peu plus sûr de lui que son meilleur ami Kyle.
Il est exprimé par Trey Parker.

### Timmy Burch
Timmy Burch est un enfant aux cheveux blond-roux et en chaise roulante, bien qu'il puisse faire quelques pas sans. Généralement, il n'arrive qu'à dire son nom. Dans quelques épisodes cependant, il parvient à dire tant bien que mal certains mots basiques : « Fingerbang » dans Un truc qu'on peut faire avec le doigt, « Aider Timmy ! »  dans CM1, " Roule, Timmy, Roule ! " dans " la petite fée des dents ", "Jimmy" dans "Combats d'infirmes", « Lords of the Underworld » (le nom de son groupe) dans Timmy, « Gobbles » (le nom de la dinde qu'il adopte) dans Thanksgiving, « merde » dans Y'en a dans le ventilo, « Kévin » dans Les Stéroïdes, ça déchire et « Bonjour rancheur Bob » dans Le veau, c'est rigolo.
Il est exprimé par Trey Parker.

### Tolkien Black
Tolkien Black (initialement appelé Token Williams puis Token Black) est un des deux afro-américains de la classe. Étant une accumulation intentionnelle de stéréotypes, Token et ses parents sont la famille la plus riche de South Park. Dans l’épisode The Big Fix, il est révélé que son prénom est en réalité Tolkien (d’après l’écrivain J. R. R. Tolkien).
Il est exprimé par Adrien Beard.

### Tweek Tweak
Tweek Tweak est le garçon le plus nerveux de South Park, ses parents dirigent un café. Il est homosexuel et en couple avec Craig Tucker, il est blond avec une chemise kaki presque ouverte. Il a un pantalon bleu.
Il est exprimé par Matt Stone.

### Wendy Testaburger
Wendy Testaburger est la petite copine de Stan, sa relation avec lui est souvent mis en jeu comme dans Elementary School Musical ou dans Raisins ou même dans Phénomène Transgenre. Elle porte un béret rose, un manteau violet et porte un pantalon jaune.
Elle est actuellement exprimée par April Stewart, mais avait déjà été exprimée par trois doubleuses différentes dans la série : Mary Kay Bergman, Eliza Schneider et Mona Marshall.

## Personnages secondaires
Il existe d'autres personnages, pour la plupart inclassables, et qui ont eu un rôle assez important dans au moins un épisode.
Les personnages occasionnels sont tous apparus dans au moins trois épisodes. Cela passe de Terrance et Philippe, deux pétomanes canadiens, à Servietsky, une serviette hyper sophistiquée qui adore fumer des pétards. Il existe aussi des personnages bibliques tels que Jésus ou Satan.
Il y a eu également le personnage Blanket dans l'épisode "Les Jefferson", episode dans lequel nous entendons pour la première fois (depuis le film) la voix de Kenneth McCormick (Kenny).
Le personnage de Blanket représente un jeune enfant d'environ 5-6 ans, bruns, (couleurs d'yeux non connue). Il est naïf et son père est Mickael Jefferson (en réalité Mickael Jackson). Son père le considère plus comme un compagnon de jeux au début de l'épisode mais se rend compte qu'il doit se comporter en parent pour Blanket. Il cache son visage avec un voile ou un masque. Il a été créé en laboratoire puis mit dans l'utérus d'une femme puis quand la femme a accouché, le père est venu le chercher.

## Autres habitants
De nombreux personnages sont classés comme « autres habitants » tels que le policier incompétent Officier Barbrady ou encore Tuong Lu Kim, le gérant du City Wok.
- Shelley Marsh

- Randy et Sharon Marsh

- Jimbo Kern

- Gerald et Sheila Broflovski, les parents de Kyle

- Ike Broflovski

- Liane Cartman

- Stuart et Carol McCormick

- Stephen et Linda Stotch

- Marvin Marsh

- Chef

- M. Hankey

- Dr Alphonse Mephisto et Kevin

Apparu pour la première fois dans Un éléphant fait l'amour à un cochon, le Dr Alphonse Mephisto (ou Mephesto) est le stéréotype du savant fou, spécialisé dans la transgenèse et, à l'instar de Frankenstein, qui crée d'étranges créatures sans se préoccuper de l'éthique. Il a une obsession pour les postérieurs humains, ses expériences génétiques donnent souvent lieu à des animaux ayant un ou plusieurs postérieurs (sa plus grande réussite étant la tortue des Galapagos à sept culs, candidate au prix Nobel de la science dans Combustion spontanée). De plus, le haut de sa canne est un fessier humain assortis de deux jambes. La sonnette de son laboratoire a également une forme de fesses, sur lesquelles il faut appuyer pour sonner. Il vit sur une obscure colline à l'écart de la ville et son laboratoire est souvent montré de nuit sur fond d'éclairs. Le Dr Mephisto est basé sur le personnage de Marlon Brando dans la version de 1996 de L'Île du docteur Moreau (il sera d'ailleurs membre — ou même fondateur — de la NAMBLA, la North American Marlon Brando Look Alike, une association regroupant de nombreux (soi-disant) sosies de Marlon Brando). Il peut aussi être comparé à Richard Attenborough, qui joue le propriétaire du parc déréglant la nature dans la saga Jurassic Park. Il est aussi le père du petit Terrance qui fut en compétition contre Kyle lors d'un concours de science (Un éléphant fait l'amour à un cochon). Il est toujours suivi de Kevin, l'une de ses créations, expérience ratée pour réaliser une célèbre pop star.
- Dr Docteur

Le Dr Docteur est le seul (et incroyablement superstitieux) médecin de South Park et du Hell's Pass Hospital — un autre médecin apparaît dans Conjonctivite, mais il n'a probablement pas survécu aux évènements : la dernière fois qu'on le voit, il est entouré de zombies affamés de cervelle humaine.
Le Dr Docteur soigne les enfants qui ont été tourmentés. Dans ses diagnostics, il utilise souvent des termes d'argot enfantin pour décrire leurs blessures. Il est possible que son nom soit un clin d'œil à la chanson Doctor Doctor du groupe UFO.
Il semble cependant ne pas être très qualifié dans son domaine. Lorsqu'Eric souffre des effets secondaires après avoir ingéré l'âme de Kenny, il affirme qu'il n'a plus beaucoup de « temps », au sens littéral du terme, allant même jusqu'à persuader la mère d'Eric de devoir procéder à une « greffe de temps ». Dans le Film South Park il a accidentellement remplacé le cœur de Kenny par une pomme au four, causant ainsi sa mort.
- Maire McDaniels

Le maire McDaniels (ou « la mairesse McDaniels », au Québec) est le maire de South Park. Elle est diplômée de l'Université de Princeton. C'est une politicienne largement incompétente, plus intéressée par sa publicité. Ses deux bras droits sycophantes, Ted et Johnson, lui disent ce qu'elle doit faire.
Le maire avoue souvent qu'elle déteste South Park et considère les habitants comme des « bouseux ». Elle déteste aussi Barbrady, cependant ils ont une relation inhabituelle ensemble (dans Conjonctivite et L'Été, ça craint). Il est parfois insinué qu'elle est une lesbienne refoulée (Combustion spontanée), toutefois cette allégation peut être contredite par G-Win où elle ne semble pas prompte à aider les autres lesbiennes. Cependant, dans Le Coon, Cartman la soupçonne d'avoir une maîtresse lesbienne. 
Elle a payé pour avoir des rapports sexuels avec Chef et elle a vraiment aimé ça puisqu'elle en a même redemandé. Les rumeurs sur son homosexualité sont donc fausses — elle peut cependant être bisexuelle. On peut noter le fait qu'elle aurait couché avec la mère d'Eric Cartman comme il est sous-entendu dans l'épisode La mère de Cartman est une folle du cul, où elle détourna les yeux, en compagnie de la principale de l'école, à l'instar de toutes les personnes présentes dans le bar.
Elle n'a pas beaucoup de rôles importants même si ses apparitions sont souvent drôles. On peut noter Crève Hippie, crève ! (ep. 902) où elle tente de se suicider. Elle est également désopilante dans La Chute du traîneau rouge où elle s'endort pendant que Jimmy fait son numéro comique. Dans La mère de Cartman est toujours une folle du cul, elle participe à la partie de cannibalisme aux côtés de Garrison, Barbrady, Jimbo et Ned.
Elle a droit à de nombreuses apparitions dans la saison 11, notamment dans trois épisodes : Chattomique pour introduire Mme Clinton, G-Win ! où elle s'étonne de voir Mme Garrison devenue lesbienne. Dans La Nuit des clochards vivants, elle tente de régler le problème des clochards, et Ted, l'un de ses deux assistants, meurt dans un accident de voiture en tentant de sauver les enfants. Dans 201, elle n'a qu'une seule réplique : « Allons reconstruire notre ville pour la 39e fois. »
- Ned Gerblansky

Ned Gerblansky et son meilleur ami Jimbo Kern représentent le stéréotype du « paysan » de South Park. Ils sont obsédés par la bière, les armes à feu, les explosions et la chasse. Ils détestent les « démocrates » et contournent les lois anti-chasse en s'exclamant « il fonce droit sur nous », puis « il faut réguler leur espèce », avant de tuer un animal. Ils sont apparus pour la première fois dans Volcano et un de leurs rôles les plus importants a été La Grenouille mexicaine hypnotique du sud du Sri Lanka où ils animent une émission de télé sur la chasse et où on apprend leur expérience de la guerre du Viêt Nam. Ils ont également joué un rôle important dans L'Été, ça craint.
Jimbo et Ned se sont rencontrés pendant la guerre du Viêt Nam, où Jimbo était pilote d'hélicoptère. Pendant la guerre, Ned a perdu son bras droit lorsqu'il tenait une grenade dans la main. Ned a aussi perdu sa voix autrefois mélodieuse à la suite d'un cancer de la gorge, apparemment causé par sa consommation de cigarettes et qui l'oblige à parler à l'aide d'une boîte vocale électronique. Même s'il a perdu un de ses bras, Ned sait toujours se servir d'armes à feu telles qu'un lance-flamme ou une FN Minimi dans South Park, le film.
- Officier Barbrady

L'officier Barbrady était le seul policier de la ville jusqu'à la saison sept, depuis, la police de South Park s'est agrandie avec de nouveaux officiers, tel que le sergent Yates ou le policier Brown. La devise écrite sur la voiture de patrouille de Barbrady est « To Patronize and Annoy », c’est-à-dire en français « Traiter avec condescendance et agacer ». Généralement incompétent et stupide, il porte un sonotone à l'oreille droite. À l'instar du père Maxi, il a deux casiers sur son bureau, un pour les « crimes » et un pour les « non-crimes ». Il est reconnaissable à sa façon de parler (le doubleur fait exprès de jouer faux) et par sa réplique la plus récurrente : « Circulez, y a rien à voir ! », souvent prononcée dans des situations catastrophiques. Il est né à South Park et apparaît pour la première fois dans Cartman a une sonde anale. Dans l'épisode Le Charmeur de poules, on apprend qu'il est marié mais également qu'il est illettré. Dans l'épisode il doit apprendre à lire pour résoudre un crime. Par la suite, il lit La Grève (Atlas Shrugged) d'Ayn Rand, une expérience qui lui fait regretter de savoir lire.
- Père Maxi

Père Maxi est un prêtre catholique. Porte-parole de la communauté catholique de South Park, il est coincé et intolérant, convaincu que la plupart des personnes seront damnées en Enfer, souvent pour des offenses banales (ironiquement, le film lui donne raison). Dans un épisode, il affirme que Timmy ira en Enfer, car il ne peut confesser ses péchés, puisqu'il est incapable de dire autre chose que son nom. Il ne respecte pas son vœu de chasteté, puisqu'il a des relations sexuelles, aussi bien avec des hommes qu'avec des femmes, mais se révolte lorsqu'il apprend que les prêtres ont le droit de faire l'amour avec des enfants (Les Cathos, c'est chaud). Il a sur son bureau deux casiers : « ce que le Seigneur donne » et « ce que le Seigneur prend ».
- Sergent Louis Yates

Le sergent Louis Yates est un officier de police irlandais-américain, apparu pour la première fois dans l'épisode de la saison sept Les Petits Policiers, bien qu'il n'y ait qu'un rôle de figuration. Il a ses premières répliques dans Rock chrétien, où il montre aux enfants ce qui arrive aux musiciens lorsqu'on télécharge illégalement de la musique sur Internet. Il fait deux apparitions importantes dans la saison 8 avec Les Jefferson où il avoue vouloir emprisonner tous les noirs riches, et où il lance une enquête sur Michael Jefferson, un noir riche mais blanc. Dans Le Don incroyable de Cartman, il enquête sur le tueur de la main gauche avec l'aide d'Eric Cartman. Il fait quelques apparitions dans la saison 9 avec La Mort d'Eric Cartman où il s'occupe de la prise d'otages, et, dans Sauvez Willzy-X, il enquête sur la baleine. Dans Le mystère du caca dans l'urinoir, il est demandé pour résoudre le mystère du 11 septembre, et dans La Maîtresse de Ike, il hésite à enquêter sur l'affaire Miss Stephenson. Dans La Photo, il est sollicité par Eric Cartman pour retrouver sa photo compromettante. Dans l'épisode 1208, Le Ploblème chinois, il aide les enfants à arrêter George Lucas et Steven Spielberg après que son coéquipier Mitch a également été traumatisé par le dernier Indiana Jones. Dans l'épisode Butters' Bottom Bitch, il combat le proxénétisme en se déguisant en prostituée. On peut noter qu'il prendra ce rôle très à cœur.
- Tuong Lu Kim

Tuong Lu Kim dirige le City Wok, un restaurant chinois, qui était apparemment le seul de ce type à South Park avant l'apparition du P.F. Chang, dans Le Ploblème chinois. Le restaurant est apparu pour la première fois dans l'épisode 1 de la saison 6 Jared a le SIDA. 
Tuong Lu Kim est marié à une chinoise nommée Wing, créée par la suite et doublée par la chanteuse de même nom, qui fut amenée aux États-Unis par les triades chinoises. Il déteste particulièrement les japonais et les Mongols et montre un talent particulier dans la construction de grandes murailles (dans Les enlèvements d'enfants, c'est pas marrant).
Le restaurant possède également une filiale, City Airlines, qui emmènera les enfants au Canada dans l'épisode Noël au Canada. 
À la fin de l'épisode 6 City Sushi de la saison 15, on apprend que Tuong Lu Kim est en fait le Dr Janus, un psychologue qui a un trouble de la personnalité multiple.